# Csejd
Csejd (1899-ig Csejd-Tófalva, románul Cotuș) falu  Romániában, Maros megyében. 1874-ben Tófalvával egyesült. Ma Marosszentgyörgy községhez tartozik. 1992-ben 301 lakosából 277 magyar, 18 cigány és 6 román.

## Fekvése
A falu Marosvásárhelytől 8 km-re északkeletre, a Csejdi és a Tófalvi-patak egyesülésénél fekszik.

## Története
1566-ban Cheyd néven említik. Régi temploma 1681-ben leégett, helyette 1788-ban építettek barokk kőtemplomot. 1850-ben 296 lakosából 285 magyar és 8 román volt. A trianoni békeszerződésig Maros-Torda vármegye Marosi felső járásához tartozott.

## Híres emberek
- Itt született 1793-ban Magyarósi Szőke József író, a székelyudvarhelyi református kollégium egykori rektora.